# Autonomní robot

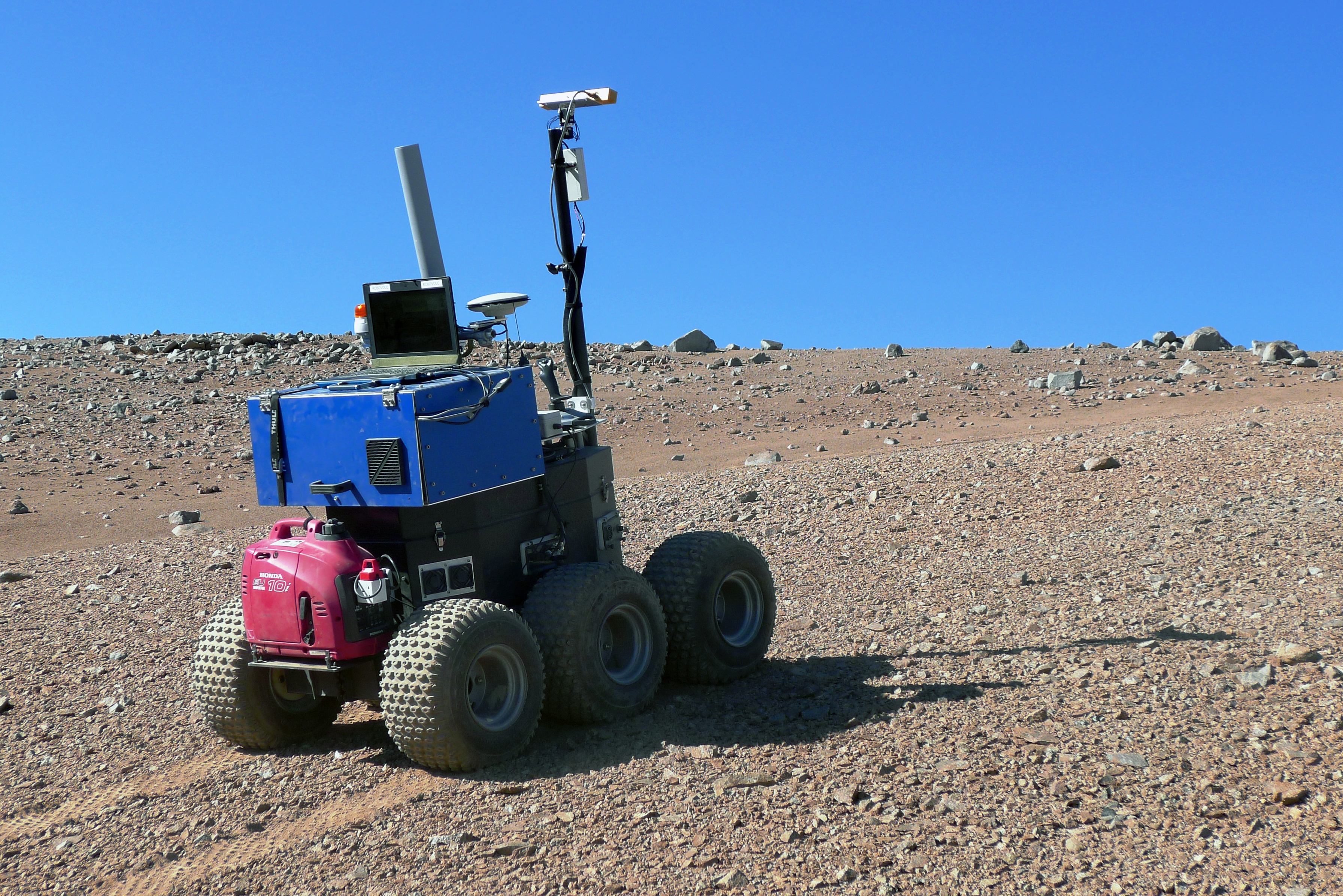
Ukázka autonomního robota The ESA Seeker

Autonomní robot (anglicky autonomous robot) je takové robotické zařízení, které pracuje samostatně (neřídí je v reálném čase člověk, ale program). Zpravidla se jedná o předem naprogramované roboty (např. robotická sekačka, kvadrokoptéra, robotický vysavač a podobně) k nějakému určitému účelu (průzkum, hlídání objektů, úklid). S rozvojem technologií však v budoucnu půjde i o roboty schopné se učit a v takovém případě by slovo autonomní mohlo významně rozšířit svůj význam.